# Весёлая (Нижнеенангский сельсовет)
Весёлая — деревня в Кичменгско-Городецком районе Вологодской области России. Входит в состав Енангского сельского поселения, с точки зрения административно-территориального деления — в Нижнеенангский сельсовет.

## География
Находится у реки Векостан.

### Географическое положение
Расстояние по автодороге до районного центра Кичменгского Городка составляет 66 км, до центра муниципального образования Нижнего Енангска — 14 км. Ближайшие населённые пункты — Малое Скретнее Раменье, Большое Скретнее Раменье, Рыжухино.

## Население
| 2010 |
| ---- |
| 5    |

Население по данным переписи 2002 года — 4 человека.

## Инфраструктура
Личное подсобное хозяйство.

## Транспорт
Просёлочная дорога.